# جوزفين جاكوبسن
جوزفين جاكوبسن (بالإنجليزية: Josephine Jacobsen)‏ هي كاتِبة وشاعرة أمريكية، ولدت في 19 أغسطس 1908 في كوبورغ في كندا، وتوفيت في 9 يوليو 2003 في كوكيسفيل في الولايات المتحدة.

## وصلات خارجية
- جوزفين جاكوبسن على موقع الموسوعة البريطانية (الإنجليزية)